# Българин (1912)
Вижте пояснителната страница за други значения на Българин.
„Българин“ е български вестник, близък до идеите на ВМОРО, излизал през ноември и декември 1912 в окупирания от гръцката армия Солун по време на Балканската война.

## История
| Годишнина | Броеве | Дати                             |
| --------- | ------ | -------------------------------- |
| I         | 1 – 22 | 5 ноември 1912 – 1 декември 1912 |

Подзаглавието на „Българин“ е Политико-обществени вестник. От вестника излизат 22 броя. Редакцията на вестника се състои от Георги Баждаров, Георги Кулишев, Анастас Разбойников, Стоян Попсимеонов и Павел Шатев - отговорен редактор. От брой 8 в редакционния комитет е и Данаил Крапчев. Печата се в печатницата на Коне Самарджиев.
Вестникът защитава българския характер на Македония срещу сръбските и гръцките претенции. В брой 3 от 9 ноември 1912 година се казва:
| „ | Този въпрос за нас, българите, отдавна е решен. Населението в Македония е в болшинството си българско, тъй както в Стара Сърбия е сръбско, а в Епир, Тесалия и островите е гръцко. Българските земи в Европейска Турция са тези, в които напоследък се твореше българската история. Това са местата, където българите водят от двадесет години непрекъснато революционна борба. Това са местата, където действаше ВМОРО, а тя е организация българска. | “ |

В брой 13 от 21 ноември вестникът продължава да доказва българския характер на ВМОРО и ролята ѝ за пропадането на Османската империя и се опитва да се противопоставя на денационализаторските действия на окупационните сръбска и гръцка армия:
| „ | Не е така въпросът обаче с българите: те са повече от всички християни в Македония, затова се чувствуваха силни, бореха се двадесет години, предизвикаха Мюрцщегските реформи, Ревелската реформена програма, младотурския преврат и най-после създадоха неудържимата ситуация, която доведе до настоящата война... Македонските българи впрочем не очакват благодарност от сърби и гърци, те искат поне да бъдат зачитани в окупираните области и да не бъдат оскърбявани. | “ |

В брой 17 от 25 ноември се казва:
| „ | За цялостна и неразделна българска Македония ние твърдо държим. В противен случай ние бихме били изменници пред паметта на хилядите загинали борци в Македония, ние бихме били изменници пред целия български народ... Чуждото ние не желаем, но и своето не даваме. За сметка на нашето българско тяло друг не може да се увеличава. Това е желанието на всички българи. | “ |

Последният брой на „Българин“ излиза на 1 декември 1912 година. В него излиза статията „Кои са гробарите на Балканския съюз“, в която сръбските и гръцките окупационни власти се обвиняват в грабителство в Македония и се предрича разпадът на Балканския съюз. Същия ден редакцията е разграбена от 300 гръцки войници и вестникът е забранен. Вестникът продължава с още два броя под заглавие „Нова България“.